# Kai aus der Kiste (Film)
Kai aus der Kiste ist ein im Auftrag des Fernsehens der DDR hergestellter Kinderfilm der DEFA des Regisseurs Günter Meyer nach dem gleichnamigen Roman von Wolf Durian. Er spielt im Berlin des Jahres 1923.

## Handlung
Kai lebt mit seiner Mutter und seinen beiden Geschwistern in Berlin. Das soziale und gesellschaftliche Leben ist von Armut und rasanter Inflation geprägt. Von seinem Freund, einem Hotelpagen im Hotel Imperator, erfährt er, dass ein derzeitiger Hotelgast, der Amerikaner Mac Allen, einen „Reklamekönig“ für die Vermarktung seiner Kaugummiprodukte in Deutschland sucht (ursprünglich Schokoladeproduktion). Daraufhin lässt Kai sich in einer Kiste versteckt auf das Hotelzimmer des Amerikaners transportieren, um sich für den Posten zu bewerben. Mac Allen möchte sich zunächst überzeugen, ob Kai überhaupt fähig ist, Aufmerksamkeit zu erregen. Kai wettet um seine Zwille, dass er es schafft, das Markenzeichen seiner Bande, „die schwarze Hand“, über Nacht so bekannt zu machen, dass Mac Allen am nächsten Tag von mindestens fünf Personen darauf angesprochen wird. Er trommelt gleich darauf die Jungs aus der Nachbarschaft an dem geheimen Treffpunkt der Bande in der Kanalisation zusammen. Diese helfen ihm, in der ganzen Stadt schwarze Handabdrücke zu verteilen, woraufhin er am nächsten Tag die Wette und hundert Dollar gewinnt, die er mit seinen Helfern teilt. Außerdem darf er bei einem Wettbewerb gegen den Werbefachmann Alexander Kubalski antreten, wobei jeder der beiden innerhalb von drei Tagen eine Kaugummimarke bewerben und dabei bis zu hundert Punkte sammeln muss. Kai soll die Marke „Bäng“ und Kubalski die Marke „Bong“ bewerben. Dem Gewinner verspricht Mac Allen mündlich den Job als „Reklamekönig für Deutschland“ und großen Reichtum. Gemeinsam mit seinen Freunden schafft es Kai, kurz vor Ablauf der Frist – mit zahlreichen Einfällen und Sabotageaktionen gegen seinen Kontrahenten – ganz Berlin so intensiv mit Werbung zu überfluten, dass jegliche Promotionaktionen der beiden Kaugummimarken sogar polizeilich verboten werden. Nachdem Kai als Gewinner des Wettkampfes hervorging, muss er jedoch feststellen, dass Mac Allen ihn belogen hat und seine Abmachung nicht einhält, da seine Produkte bereits ausreichend Aufmerksamkeit durch den Wettkampf erzielt haben.

## Produktion und Veröffentlichung
Das Szenarium schrieb Günter Meyer, und für die Dramaturgie war Anne Goßens verantwortlich.
Die Uraufführung des auf ORWO-Color in den DEFA-Filmstudios hergestellten Films fand auf dem VIII. Pioniertreffen im August 1988 in Karl-Marx-Stadt statt. Die Erstausstrahlung  erfolgte am 4. Februar 1989 im 1. Programm des Fernsehens der DDR.

## Hintergrund
Die Geschichte basiert auf dem gleichnamigen Kinderbuch von Wolf Durian aus dem Jahr 1926. Kai verkörpert einen frechen und aufgeweckten Lausbuben, der den sozialen Aufstieg inmitten der damaligen Wirtschaftskrise schafft. Die DDR-Verfilmung verändert Durians Geschichte aus ideologischen Gründen unter anderem dahingehend, dass Kai dieser soziale Aufstieg nicht vergönnt ist. Daher kommt es – insbesondere zum Ende des Films – zu erheblichen Unterschieden zwischen Buch und Film:
Wo in Durians Buch ein pfiffiger Junge mit Hilfe eines amerikanischen „Zigaretten-Königs“ den Aufstieg „vom Straßenjungen zum Millionär“ schafft, also eine „American Dream-Story“ deutscher Prägung im Stile Horatio Algers beschworen wird, entpuppt sich der scheinbar joviale „Kaugummi-König“ in der Verfilmung letztlich als Aufschneider und Betrüger ohne die Absicht, den ausgelobten Preis in Form einer Anstellung als „Reklamekönig von Deutschland“ je zu vergeben. Kai wird zum Opfer ohne die Möglichkeit, sich zu wehren.
In einer kleinen Nebenrolle als Hopper ist Alexander Scheer zu sehen, der elf Jahre später seine erfolgreiche Schauspielerkarriere begann. C. U. Wiesner, der insbesondere für seine Geschichten um den Frisör Kleinekorte im Eulenspiegel Popularität erlangt hatte, war in einer Rolle als Friseur zu sehen.
Mac Allan spricht in einem pseudo-amerikanischen Dialekt, der sich nur wenig an der realen Aussprache des amerikanischen Englisch orientiert.

## Kritiken
„Fürs DDR-Fernsehen entstandenes, schwungvolles Kinder-Musical, das – zuweilen sehr komisch, dann wieder einfühlsam – ein authentisches Bild der Zeit zeichnet.“

## Auszeichnung
Beim Goldenen Spatz 1989 in Gera wurde der Film mit dem Preis der Jury des jungen Publikums ausgezeichnet.